# 粋なり
粋なり（いきなり）は、かつてケイダッシュステージで活動していたお笑いコンビ。1999年結成、2003年解散。

## メンバー
鈴木 達也（すずき たつや、1975年4月15日（49歳）-  ）
- 愛知県出身。血液型はA型、身長170cm、趣味は料理。
- 粋なり結成前には、原口あきまさと「ラ☆パニック」というコンビを組んでいた。
- 解散後は芸名を「鈴木ちるど」として「夜ふかしの会」のリーダーとしても活動していたが、2011年11月18日に脱退。

大輪 貴史（おおわ たかふみ、1975年5月21日（49歳）-  ）
- 埼玉県出身。血液型はAB型、身長171cm、体重57kg、趣味はハンドボール、ガンダムグッズ集め、読書。
- 粋なり結成前は、構成作家の中村至誠と「チャックリン」というコンビを組んでいた。
- 解散後はピン芸人「おおわ貴史」から「大輪教授」に改名して活動していたが、2014年4月29日に芸人を引退。
- 現在は構成作家に転向し、その傍らでプロダクション人力舎の養成所スクールJCAの講師もしている。

## 概要
- 1999年結成。ネタは主にコントで、「ツッパリホスピタル」「おかま特殊部隊ピンクベレー」といった独特な設定とキャラクターが特徴的であった。また、どちらがボケでどちらがツッコミなのかははっきりしていないコントがほとんどである[1]。

## エピソード
- 2000年に「爆笑オンエアバトル」に出場し、結成からわずか半年で初オンエアとなった。初出場後はオフエアなどをしながらも連勝しオンエアを勝ち取るも終盤に連敗してしまう。なお放送中にコントを途中で切られてしまったことがある。

## 出演

### テレビ
- 爆笑オンエアバトル（NHK総合）戦績7勝8敗 最高485KB
  - 上記にもあるように2000年11月4日放送回で彼らのコントが放送中に途中で切られてしまい番組が中断してしまう事態となった。この回では彼らはオンエア順が4番目だったため、5番目に登場するはずだったラーメンズは放送されず同年11月18日放送回で再放送された。
  - 100KB台～400KB台まで全て経験しているが、唯一オーバー500だけは達成できなかった。またトップ通過[注釈 1]も1度も経験していない。
  - なお大輪はコンビ解散後に「大輪教授」としても当番組に出場しており、コンビ時代に一度も達成出来なかったオーバー500（513KB）とトップ通過を果たし、第9回チャンピオン大会セミファイナル（9位敗退）にも出場している。

### ラジオ
- 赤坂お笑いD・O・J・O（TBSラジオ）- 三段を所得